# Mohammad-Hossein Shahriar
Seyyed Mohammad Hossein Behjat Tabrizi, noto anche con lo pseudonimo di Shahriar (in persiano سید محمدحسین بهجت تبریزی‎; in azero سید محمدحسین بهجت تبریزی; Tabriz, 1906 – Teheran, 18 settembre 1988), è stato un poeta iraniano.

## Biografia
Nato dall'avvocato Hajmiragha Khoshknabi, Shahriar crebbe in un momento di instabilità del suo paese, dovuto alla guerra e alla rivoluzione costituzionale. In tale contesto, la famiglia si trasferì da Tabriz presso il villaggio di Qare Qushaq, nel nord dell'Azerbaigian iraniano. Con il ritorno della stabilità nel paese, Shahriar finì gli studi vicino a Tabriz, poi nel 1921 si trasferì nella capitale persiana, dove studiò per 5 anni medicina senza completare gli studi. Si trasferì cosi a Nishapur per lavorare nell'ufficio anagrafe della città. Durante la permanzenza nel Khorasan partecipò agli eventi letterari della regione, e tornato a Teheran trovò impiego presso la Banca dell'Agricoltura. Dopo la morte dei suoi genitori tornò a Tabriz, dove si sposò e iniziò a pubblicare le proprie opere. Fu proprio in questo periodo che decise di adottare lo pseudonimo Shahriar.
Le sue opere sono caratterizzate dall'uso di slang e linguaggio colloquiale accanto a espressioni letterarie e figure retoriche, il ché lo rese molto popolare. Viene ricordato per i suoi ghazal, scritti sia in persiano che in turco, in particolare per la poesia Heydar Babaya Salam con la quale si guadagnò la stima di tutto il panorama letterario mondiale. L'uso della musica nelle sue poesie lo contraddistinse dagli altri autori a lui contemporanei. Nelle sue opere sono evidenti il suo interesse per il Corano e la devozione per la famiglia di Maometto, ovvero gli Ahl al-Bayt, come dimostra la poesia Homay-e- Rahmat'.
Il poeta persiano Hafez influenzò molto la poetica di Shahriar, tanto che il suo pseudonimo fu preso proprio dal Divān.